# Ачакаси
Ачака́си (рос. Ачакасы, чув. Ачча) — село у складі Канаського району Чувашії, Росія. Входить до складу Ачакасинського сільського поселення.
Населення — 343 особи (2010; 413 у 2002).
Національний склад:
- чуваші — 90 %